# جواد ميلاني
جواد ميلاني  (1950 المغرب) هو مدرب كرة قدم مغربي، وهو يقوم حاليا بتدريب فريق اتحاد الخميسات.

## روابط خارجية
- جواد ميلاني على موقع قاعدة بيانات كرة القدم.إي يو (الإنجليزية)